# Маркантонио Бентегоди
Маркантонио Бентегоди е многофункционален стадион във Верона, Италия, дом на футболните клубове АК „Киево“ и ФК „Верона“.
Има лекоатлетическа писта и често се използва и за други състезания освен футбол. Размерите на футболното поле са 105 м дължина на 68 м широчина, а всички трибуни са покрити. Кръстен е на местния спортен деец Маркантонио Бентегоди, основоположник на различни видове спорт в града през 19 век.
За Световното първенство през 1990 е обновен и тук се изиграват 4 мача от шампионата, включително един осминафинал (Испания-Югославия).